# Cá phổi Tây Phi
Cá phổi Tây Phi (danh pháp khoa học: Protopterus annectens) là một loài cá phổi được tìm thấy tại Tây Phi. Nó đôi khi được gọi là cá phổi Tana.

## Mô tả
Cá phổi Tây Phi có mũi nổi bật và mắt nhỏ. Cơ thể của nó dài và giống cá chình. Nó có hai cặp vây sợi dài. Các vây ngực có một rìa đáy và dài khoảng ba lần chiều dài đầu, trong khi nó vây chậu khoảng hai lần chiều dài đầu. Nói chung, ba mang ngoài được chèn vào phía sau của khe mang và vây ngực.
Nó có vảy tam giác. Có 40-50 vảy giữa nắp mang và hậu môn và 36-40 xung quanh cơ thể trước gốc của vây lưng. Nó có 34-37 cặp xương sườn. Lưng bên màu ô liu hoặc màu nâu và bụng thì nhạt hơn, với những đốm đen hoặc nâu lớn trên thân và vây, ngoại trừ trên bụng của nó. Chúng đạt được một chiều dài khoảng 100 cm trong tự nhiên.

## Phân bố
Cá phổi Tây Phi phân bố khắp châu Phi. Có 2 phân loài; P. a. annectens  được tìm thấy chủ yếu ở các lưu vực Sahel cũng như Guinea và Sierra Leone trong khi các phân loài khác, P. a. brieni  được biết đến phần lớn từ khu vực thượng lưu Sông Congo và từ Zambezi của Mozambique.

## Môi trường sống
Giống như cá phổi châu Phi, cá phổi Tây Phi là loài thở không khí bắt buộc và là loài cá sống ở nước ngọt. Nó là loài sinh sống tầng đáy, có nghĩa là nó sống chủ yếu bị chôn vùi trong lòng sông. Do mùa khô thường xuyên làm khô các con sông và vùng ngập lũ mà nó sinh sống, cá phổi Tây Phi có thể ngủ hè lên đến một năm; tuy nhiên cá phổi Tây Phi thường chỉ sinh sống giữa các mùa ẩm ướt.

## Tham khảo

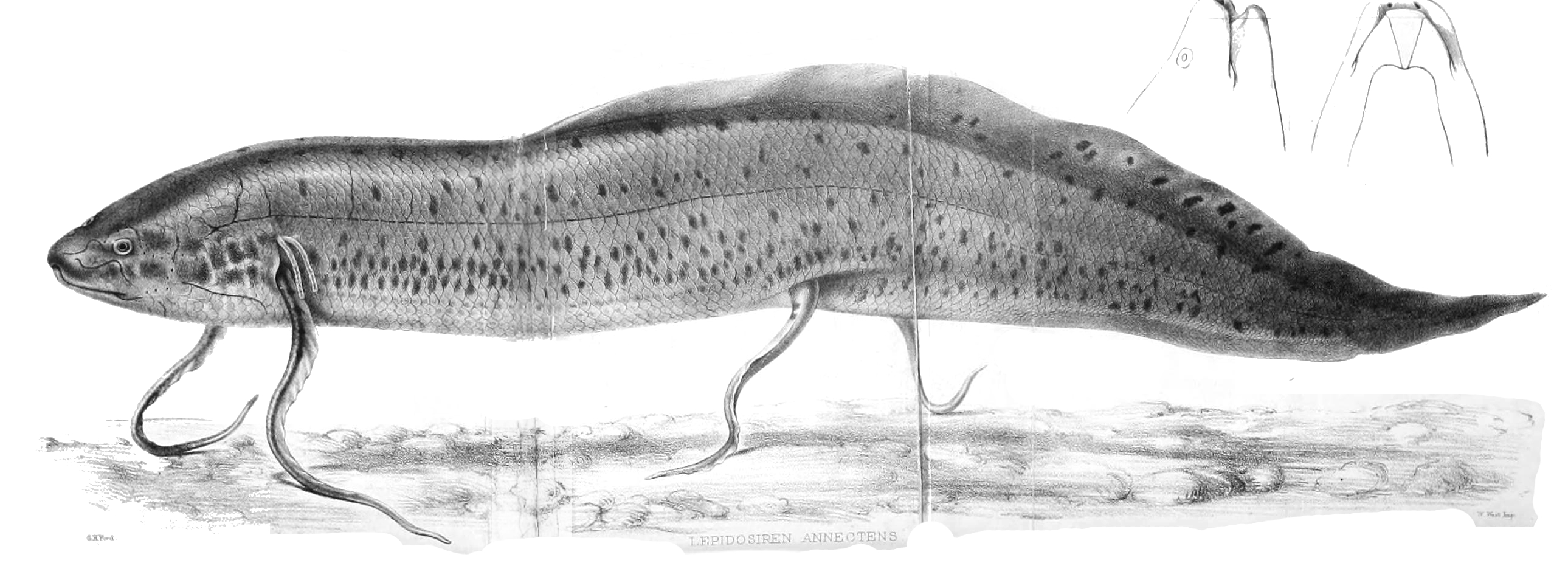

## Chế độ ăn
Cá phổi Tây Phi có một chế độ ăn uống không giống như các loài cá phổi khác, bao gồm nhiều loài nhuyễn thể khác nhau, cua, tôm và cá nhỏ trong khu vực chúng sinh sống. Loài cá này cũng có thể sống lâu đến 3 năm rưỡi mà không cần bất kỳ thức ăn nào. Trong khoảng thời gian này, nó hoạt động giống như một con cá đang ngủ hè ở chỗ nó tự chôn mình trong bùn và không di chuyển cho đến khi điều kiện thuận lợi hơn diễn ra.

## Phân loài
- P. a. annectens (Owen, 1839)
- P. a. brieni Poll, 1961